# Harley-Davidson Electra Glide
L'Electra Glide è una motocicletta stradale costruita dall'Harley-Davidson dal 1965.

## Il contesto ed evoluzione
Erede della FL Duo Glide (nata nel 1958) nel campo delle moto destinate al turismo a medio-lungo raggio, la moto deve il suo nome all'avviamento elettrico montato di serie.
Il motore era quello della precedente Duo Glide: il V-Twin Panhead di 1200 cm³ (74 pollici cubi) che risaliva al 1948. Al lancio erano disponibili quattro versioni:
- FLB: modello base, cambio a mano;
- FLFB: identico al modello FLB ma con cambio a pedale;
- FLHB: modello con rapporto di compressione maggiorato, cambio a mano;
- FLHFB: identico al modello FLHB ma con cambio a pedale.

Nel 1966 il modello viene aggiornato con l'introduzione del nuovo motore Shovelhead, più potente del 10% rispetto al vecchio Panhead, di cui conservava la cilindrata. Nel 1969 divenne disponibile come optional una carenatura da montare sulla forcella. Altri cambiamenti nella gamma furono l'eliminazione dei modelli a basso rapporto di compressione (1970, anno in cui fu presentato un modello destinato alla Polizia, l'FLP) e l'introduzione del freno a disco anteriore (1971).
Il 1977 vide l'uscita di produzione delle versioni con cambio a mano, mentre per il 1978, anno in cui si festeggiava il settantacinquesimo anniversario dalla nascita della Casa di Milwaukee, fu reso disponibile un motore con cilindrata portata a 1340 cm³ (80 pollici cubi), diventato di serie nel 1981.
Nel 1979 venne lanciata la FLT Tour Glide, spinta dal bicilindrico di 1340 cm³ in una versione con cambio a cinque rapporti - anziché i quattro della Electra Glide - montato elasticamente sul telaio (di maggiori dimensioni). La carenatura, inoltre, era fissata direttamente sul telaio. Questa versione sarà la base per le Electra Glide modello 1983 (modelli FLHT e FLHTC).
Novità dei modelli 1984 fu il motore Evolution, che sostituirà definitivamente il precedente Shovelhead l'anno successivo. Nel biennio 1985-86 la trasmissione finale passò dalla catena alla cinghia. 
Tra il 1987 e il 1994 viene prodotta la versione FLHS Electra Glide Sport, modello senza l'iconica carenatura frontale ad ala di pipistrello e sostituito da un normale parabrezza. Questa versione "sport" più snella nel frontale nel 1994 viene rimpiazzata dalla FLHR Road King.
Dal 1996 su tutta la gamma touring è offerta come optional l'iniezione elettronica al posto del carburatore, scelta possibile fino al 2006 prima dell'adozione del motore Twin-Cam 96.
Nel 1999 vide il motore Evolution 1340 sostituito dal Twin Cam 88 di 1450 cm³. 
Dal 2007 è disponibile l'ABS con il nuovo impianto frenante Brembo, mentre il motore è stato portato a 1584 cm³ e dotato di cambio a sei rapporti, e definitivamente dismesso il carburatore.
Nel 2009: sono rinnovati il telaio, il forcellone e il sistema di montaggio elastico del motore (per ridurre le vibrazioni). La ruota anteriore (ora da 17"), lo scarico e il serbatoio (da 22,7 litri).  Per il mercato statunitense è prodotto anche il Tri Glide Ultra Classic, un trike derivato dalla Electra Glide Ultra Classic e spinto dal bicilindrico portato a 1687 cm³.
Dal 2011 viene offerto come optional il nuovo motore Twin-Cam 103 (otional 1000 € in più rispetto al Twin Cam 96).
Nel 2014 l'introduzione dell'evoluzione progettuale chiamata “Project RUSHMORE”, decine di migliorie piccole e grandi vanno a migliorare l’esperienza di guida. Tra le più importanti il nuovo impianto frenante Brembo “Reflex” con ABS di serie.
Nel 2017 viene sostituito definitivamente il motore Twin Cam in favore del nuovo 8 valvole Milwaukee Eight 107 (1745 cm³). Le novità più importanti oltre al nuovo motore sono la forcella anteriore Showa SDBV con steli da 49 mm, i nuovi cerchi.